# حسن العلي
حسن هاشم العلي، لاعب كرة قدم سعودي، يلعب في الهجوم في نادي نيوم.

## مسيرة اللاعب
بدأ مع نادي القارة في الفئات السنية و انتقل النادي الأهلي في الفئات السنية في عام 2017 وتم ضمه لقائة الفريق الأول في دوري أبطال آسيا 2020 وانتقل إلى نادي أبها في عام 2023 وانتقل إلى نادي نيوم في عام 2024.

## روابط خارجية
- حسن العلي على موقع قاعدة بيانات كرة القدم.إي يو (الإنجليزية)
- حسن العلي على موقع Soccerway.com (الإنجليزية)
- حسن العلي على موقع كووورة